# Vargas (comics)
Pour les articles homonymes, voir Vargas.
Vargas est un super-vilain de l'univers Marvel.  
Son passé reste inconnu. Ce n'est ni un mutant ni un humain (il affirme être un Homo Superior). Cependant, tout comme Captain America, Vargas est un homme parfait avec des compétences physiques surhumaines. Il s'est opposé aux X-Treme X-Men. Il a tué Psylocke lors d'un combat à l'épée. Il réapparaît lors d'un combat contre Gambit et Malicia au moment de l'assaut de Khan contre la terre. 
Il peut envoyer des rafales d'énergie et possède notamment une force et une agilité exceptionnelles.

## Pouvoirs
Les pouvoirs de Vargas n'ont jamais été entièrement expliqués, bien qu'il semble être né avec ses pouvoirs : il prétend qu'il est le véritable Homo Superior, la nouvelle évolution de l'humanité, impliquant que les mutants seraient plutôt une branche parallèle de l'évolution (un peu comme Néanderthal et Cro-magnon). Il a été déclaré ne pas être un mutant, mais pas complètement humain non plus. Il est une étape autoproclamée suivante dans l'évolution, l'homme en réponse à la présence génétique de mutants. Il est l'incarnation de la compétence physique de pointe, ayant des niveaux surhumains de force, de vitesse, réflexes, agilité, endurance et durabilité. Il a également été capable de résister à la puissance d'absorption de Malicia et un point d'explosion et le pouvoir télékinétique de Psylocke.
Selon Chris Claremont : « Fondamentalement, l'idée derrière Vargas est que la nature, abhorrant le vide et en voyant un dans l'apparition en masse de mutants, ait tenté de corriger le déséquilibre en relançant l'humanité à un niveau où elle peut rivaliser avec les mutants (et les super-êtres) dans des conditions relativement égales. »
Vargas semble être le premier représentant connu de cette nouvelle humanité et a le potentiel de réponse pour faire face au nombre croissant d'êtres humains génétiquement différents qui menacent l'avenir des humains classiques.